# Potentilla omissa
Potentilla omissa är en rosväxtart som beskrevs av J. Soják. Potentilla omissa ingår i Fingerörtssläktet som ingår i familjen rosväxter. Inga underarter finns listade i Catalogue of Life.